# Książenice (województwo wielkopolskie)
Książenice – wieś w Polsce położona w województwie wielkopolskim, w powiecie ostrzeszowskim, w gminie Grabów nad Prosną.
Obecnie Książenice liczą około 600 mieszkańców. (Stan z 31 grudnia 2011 r. - 589, w tym 298 mężczyzn i 291 kobiet).
W latach 1975−1998 miejscowość administracyjnie należała do województwa kaliskiego.